# Dan Jacobson
Pour les articles homonymes, voir Jacobson.
Dan Jacobson est un peintre et lithographe français né le 9 juillet 1942 à Paris. Il vit à Montsoult (Val-d'Oise).

## Biographie
Vivant entre ses ateliers du Val-d'Oise et de Paris, il obtient en 1962 le Grand Prix de l'Art et l'Industrie aux Beaux Arts de Paris. La Marine nationale lui commande alors un reportage de 40 aquarelles sur la vie des marins à la base d'Hourtin.
Parallèlement à sa peinture, il exerce une activité de directeur artistique dans les grandes agences de publicités parisiennes. En 1975, Roger Tagliana lui offre les cimaises de la Maison de Van Gogh à Auvers-sur-Oise pour sa première exposition, avec un reportage télévisé par Micheline Sandrel sur FR3. En 1978, la galerie Drouant lui décerne le prix de la Jeune Peinture parrainé par Louis Toffoli ; il y exposera régulièrement. Ses expositions à thème se multiplient dans les galeries en France et à l'étranger : La mer et les marins pêcheurs, Passion pour la voile, Les marchés, Les bistrots, Paris d'Hier et d'aujourd'hui, Évasion, A Fleur d'eau (galeries les Heures Claires / Médicis / la Caverne des Arts / les Orfèvres / Drouant / Saint Roch / Colette Dubois / Arts Expo / Opéra Gallery / L'Orée du Rêve etc.).
En 1995, à la création du mouvement Maxiréaliste au Salon Comparaisons, il en devient le chef de file. Pendant la Coupe du Monde de Football, il expose au Toit de la Grande Arche ses grandes toiles Imagine Paris. Depuis l'édition 1999, il figure dans le Bénézit.
Invité officiel à Mexico de Francia 2001 organisé par le centre Français du Commerce Extérieur, ses œuvres sont acquises en 2002 par le musée national de la Marine. En 2005, le député maire Axel Poniatowski l'invite au Centre d'Art Jacques-Henri-Lartigue de L'Isle-Adam. Invité d'honneur dans plusieurs salons, il est Sociétaire du Salon d'automne, du Salon Comparaisons, de la Société nationale des beaux-arts, du Salon du dessin et de la peinture à l'eau et du Salon de la Marine. Il participe également au Salon des indépendants, au Salon des artistes français et au Salon des peintres témoins de leur temps.
Ses œuvres figurent dans de nombreuses collections particulières.

## Expositions
- Mars 2024 : Dan Jacobson - Imagine les Jeux olympiques à Paris, Galerie d'art du Vexin, Vigny (Val-d'Oise), mars 2024[9].
- Juillet-août 2022 - Espace Jacques-Prévert, Mers-les-Bains[10].
- Mai 2022 - Salle Manuel-Castilla, Montsoult[3].
- Octobre 2019 - mars 2020 - Dan Jacobson - Imagine le Val-d'Oise, musée d'Art et d'Histoire Louis-Senlecq, L'Isle-Adam[11],[12],[13],[14].
- mars-avril 2019 - Dan Jacobson - Imagine la mer et la montagne, Galerie d'Arts du Vexin, Vigny[15],[16],[17].
- avril-mai 2018 - Daniel Gallais, Dan Jacobson, Bernard Vercruyce, manoir de Maffliers.
- 2018 - Festival Chimeria, Sedan[18].
- 2018 - Invité d'Honneur au Puy en Velay Haute-Loire avec le groupe P.A.I.R.[18]
- 2018 - Invité d'Honneur à Saint-Arnoult-en-Yvelines[18].
- 2017 - L'art dans la rue, Dan Jacobson invité d'Honneur, Luxeuil-les-Bains[18].
- Décembre 2016 - janvier 2017 - Regard sur la création animalière contemporaine, espace culturel Gingko'Art, Pontoise[19].
- mars-avril 2016 - Imagine les animaux, Galerie d'Arts du Vexin, Vigny[20].
- 2015 - Les maxiréalistes imaginent Venise, Centre culturel d'Ormesson[2].
- 2014 - Six maxiréalistes au soleil, Musée Sellier, Cogolin Var[2].
- 2013 - Imagine le Val d'Oise, Musée Utrillo-Valadon, Sannois ; centre culturel Jacques-Templier, Le Plessis-Bouchard[21].
- 2013 - Salon de La Frette-sur-Seine, Dan Jacobson invité d'honneur[2].
- Avril-juin 2013 - Signatures contemporaines - Dan Jacobson, « Imagine le Val-d'Oise », musée Utrillo-Valadon, Sannois[22].
- novembre-décembre 2012 - Le Val-d'Oise maxi réaliste de Dan Jacobson, Château d’Auvers-sur-Oise[23],[24].
- mai 2012 - Trois artistes exposent : Dan Jacobson, Corinne Poplimont, Bernard Vercruyce, salle socio-culturelle Manuel-Castilla, Montsoult.
- Novembre-décembre 2011 - Galerie d'Arts du Vexin, Vigny[25].
- 2011 - Salon Art Inter, Dan Jacobson invité d'honneur, Lyon.
- 2010 - Biennale ds rencontres picturales de Paris, Dan Jacobson invitéd'honneur, mairie du 18e arrondissement de Paris[2].
- 2010 - Salon des amis des arts de la Somme, Dan Jacobson invité d'honneur, château de Bertangles.
- avril-mai 2010 - 6e Exposition nationale de la Société française de l'aquarelle, espace Villeneuve-Bargemon, Marseille[26].
- 2009 - Galerie Terre des arts, Paris[2].
- 2007, 2009, 2013 - Salon Comparaisons, Grand Palais, Paris[2].
- 2006 - Salon du Val de Viosne, Dan Jacobson invité d'honneur, château de Grouchy, Osny.
- 2006 - Opera Gallery, Hong-Kong[2].
- Juin 2006 - Paris vu par neuf artistes contemporains - Toiles et gravures, mairie du 9e arrondissement de Paris[27].
- novembre 2005 - avril 2006 - Le rêve du réel - Dan Jacobson et les maxiréalistes, centre d'art Jacques-Henri-Lartique, L'Isle-Adam[28],[29],[30],[31],[32].
- Juillet 2002 - Galerie municipale de Castelsarrazin[33].
- 1997 - Centre culturel du Panthéon, Paris[8].
- 1995 - Galerie Isaac Gürgis, Paris[8].
- 1995 - Galerie Fardel, Amiens[8].
- 1993 - Figuración crítica 2, Fundación Santillana, Santillana del Mar[34].
- 1992 - De Bonnard à Baselitz - Dix ans d'enrichissements du cabinet des estampes, 1978-1988, Bibliothèque nationale de France, Paris[35].
- 1990 - Galerie des Îles, Paris, 1990[8].
- Octobre-novembre 1989 - Dan Jacobson - Évasion, Art-Expo, Paris.
- 1989 - Salon d'automne, Paris[36].
- 1988 - Galerie Pierre Hautot, Paris[8].
- 1985 - Mairie de Montsoult[8].
- 1984 - Salon des indépendants, Paris[37].
- septembre 1980 - Galerie des Orfèvres, Paris[8].
- 1978 - Galerie Drouant, Paris[8].
- 1975 - Maison de Van Gogh, Auvers-sur-Oise[8].

## Citations

### Dits de Dan Jacobson
- « J'aime faire rêver le réel, suspendre le temps présent, faire naître l'ambiguïté du fantastique par le jeu subtil de la lumière et des ombres qui renforce une vision irréelle dans un monde réel… Ma peinture est brossée de manière très réaliste avec une exigence de la perspective poussée à l'extrême de façon à perturber l'œuvre et à créer l'ambiguïté entre vle rêve et le réel. » - Dan Jacobson[33]

### Réception critique
- « La peinture de Dan Jacobson, sans prétention autre que de montrer et de refaire vivre des scènes heureuses de la vie, est colorée et joyeuse. Elle traite par série des thèmes comme les marchés, les paysages marins, les bateaux, les villages, etc. Elle incline parfois à une figuration fantastique, un "réel rêvé", qui permet de voir une locomotive à vapeur dans le musée d'Orsay, un navire de marchandises à quai sous la voûte du Grand Palais, un paquebot coincé sous le pont de l'Alma, un grand voilier d'autrefois que le flot amène jusqu'au Panthéon. » - Dictionnaire Bénézit[8]
- « Dan Jacobson rassemble deux éléments réels pour créer un univers insolite : un paquebot sur la scène de l'Opéra, le Concorder sous l'arche de la Défense, un quatre-mâts au Pont-Neuf… Devant la pyramide du Louvre, illuminée, l'idée d'associer ce monument à l'Égypte s'est imposée à l'artiste. Dan Jacobson a réalisé de nombreux croquis sur place pour asseoir sa composition. Il lui a ajouté par la suite une felouque et en fond un petit paysage des bords du Nil. Rien n'est inventé. L'artiste se reporte toujours à une importante documentation livresque ou photographique et à ses carnets de croquis, de notes prises lors de grands voyages. Le moindre détail du tableau doit être véridique. » - Françoise Coffrant[38]
- « Dan Jacobson est le sage qui nous éveille à la vie par ses touches picturales. Il nous conte, comme le faisait La Fontaine en son temps, les arcanes de l'homme vu au travers du prisme animalier. Ses propositions sont comme des romans dont on est à la fois le lecteur mais aussi l'acteur sensible entraîné dans une danse festive à la Fellini. Le monde qu'il nous présente est un bal d'optimisme et de soleil jaune de Naples. Ce "Carnaval joyeux" à la Camille Saint-Saëns, échappé du jardin des Plantes, est plus instructif qu'il n'y paraît. Sous l'aspect ludique de ces historiettes allègres apparaît un épilogue philosophique que le curieux découvre comme un bonbon délicieux qu'il aurait oublié au fond de sa poche. » - Bernard Vercruyce[2]
- « Avec Dan Jacobson, l'extraordinaire nous porte vers des télescopages de situations, à priori, totalement improbables. On s'aventure dans un tourbillon où le fantastique redistribue les cartes : un maelström où l'impossible n'est pas Jacobson. Dans les couleurs du rêve, l'artiste inscrit le paysage en choc féerique qui rend la scène… plus vraie que vraie, grâce à la grande qualité d'esthétisme et d'élégance de sa création. Son imagination transcende le réel dans un espace où la faune… apprivoise la ville. Sans limite ni frontière, Dan Jacobson imbrique des rencontres incompatibles entre la nature sauvage et l'urbain. » - Jean-Louis Avril[39].
- « Cet artiste maxiréaliste, à l'imaginaire débordant, fait voguer des goélettes sur la place de la Concorde, envoie une locomotive en direction du grand large, établit un pont-canal sur un pont parisien et installe Notre-Dame de Paris non plus sur l'île de la Cité mais au sommet d'un pic… Un art décalé ? Avec Dan Jacobson, tout devient possible, l'incroyable n'existe pas. » - Daniel Baduel[15]

## Conservation

### Collections publiques
- Hôtel du département du Val-d'Oise, Cergy-Pontoise, Imagine le Val-d'Oise, huile sur toile, 200x100cm[2].
- Hôtel de ville de L'Isle-Adam.
- Musée d'Art et d'Histoire Louis-Senlecq, L'Isle-Adam.
- Département des estampes et de la photographie de la Bibliothèque nationale de France, Paris, deux lithographies (éditions Terre des arts) :
  - Les Lauriers, 1983.
  - Le marché de Buci, 1984, l'un des 275 exemplaires[35].
- Musée national de la Marine, Paris.

### Collections privées
- Michel-Édouard Leclerc, Le retour d'Ulysse, huile sur toile 100x100cm.

## Prix et distinctions
- Prix de la Jeune Peinture, Galerie Drouant, 1978.
- Médaille d'or des Olympiades, 2024[40].

### Presse écrite
- Christian Grente, « Le monde imaginaire de Dan Jacobson ou le rêve du réel des maxiréalistes », Univers des arts, n°107, janvier 2006.
- Jean-Louis Avril, « Imagine Dan Jacobson - Un art décalé », Univers des arts no 166, octobre-novembre 2012.
- Jean-Louis Avril, « Imagine les animaux… par Dan Jacobson », Univers des arts, n°183, mars-avril 2015.
- Delphine Jonkheere, « Dan Jacobson, un maître du maxiréalisme, célèbre les Jeux olympiques », Art Mag, n°19, mars-avril 2024.
- « Les chefs de groupe du Salon Comparaisons »; Univers des arts, n°214, hiver 2024.